# Scolymocephalus caffer
Scolymocephalus caffer là một loài thực vật có hoa trong họ Quắn hoa. Loài này được (Meisn.) Kuntze miêu tả khoa học đầu tiên năm 1891.